# بول كازانوفا
بول كازانوفا أو پُول كزنوفا (بالفرنسية: Paul Casanova)‏ (ت. 1334 هـ / 1926 م) هو مستشرق فرنسي.
ولد في الجزائر، سافر إلى باريس سنة 1879 م وتعلم بمدرسة اللغات الشرقية. درّس في الكوليج دي فرانس، وحاضر في الجامعة المصرية 1925 م. توفي بالقاهرة.
من آثاره: «محمد ونهاية العالم» بالفرنسية، وترجمة «خطط المقريزي» بالاشتراك مع أ. بوريان (باريس 1893 – 1920).